# 埃馬紐埃爾·伊索澤-恩貢戴
弗蘭克·埃馬紐埃爾·伊索澤-恩貢戴（法語：Franck Emmanuel Issoze-Ngondet；1961年4月2日—2020年6月11日），是一名加蓬政治人物，加蓬民主黨黨員。
伊索澤-恩貢戴在馬科庫出生，屬巴科塔族人。1988年開始，他在加蓬外交和合作部工作：最初擔任外交部顧問、其後同年到1990年轉任條約和國際公約司研究主任（Chargé d'études）、1990年至1991年到在雅溫得加蓬駐喀麥隆大使館出任文化參贊。1991年至1993年，伊索澤-恩貢戴改任駐英國大使館的一等參贊；之後在1993年至1994年出任駐加拿大大使館同等職位；1994年至1997年轉到駐德國大使館。
2016年加蓬總統選舉後，總統阿里·邦戈·翁丁巴在9月28日任命他為新任總理，次日就任。